# Świętochowo
Świętochowo [ɕfjɛntɔˈxɔvɔ] (tiếng Đức: Sonnenstuhl)  là một ngôi làng ở quận hành chính của Gmina Braniewo, trong huyện Braniewski, Warmińsko-Mazurskie, ở miền bắc Ba Lan, gần biên giới với Kaliningrad của Nga. Nó nằm khoảng 5 kilômét (3 mi) về phía đông của Braniewo và 77 km (48 mi) phía tây bắc của thủ đô khu vực Olsztyn.
Ngôi làng có dân số 173 người.